# Basket Club Ferrara
Le Basket Club Ferrara est un club italien de basket-ball issu de la ville de Ferrare, en Émilie-Romagne. Le club appartient à la LegA Due, soit la deuxième division du championnat italien.

## Entraîneurs successifs
- 1995-1999 :  John Fultz
- 1996-2006 :  Stefano Colantoni
- 2002-2003 :  Marcello Perazzetti
- 2003-2005 :  Alessandro Finelli
- 2004 :  Stefano Cioppi
- 2004-2006 :  Luca Dalmonte
- 2006-2010 :  Giorgio Valli
- 2010-2011 :  Alberto Martelossi